# Rafael Sandoval Sandoval
Rafael Sandoval Sandoval (Guáscaro, Michoacán, 10 de abril de 1947), es un obispo católico mexicano perteneciente como sacerdote religioso a los Misioneros de la Natividad de María y posteriormente el papa Juan Pablo II lo designó obispo de la Tarahumara en el estado de Chihuahua fungiendo en este cargo de 2005 a 2015 para posteriormente ser nombrado como VI obispo de la Diócesis de Autlán en el estado de Jalisco de Enero del 2016 a abril de 2024.